# Terebint

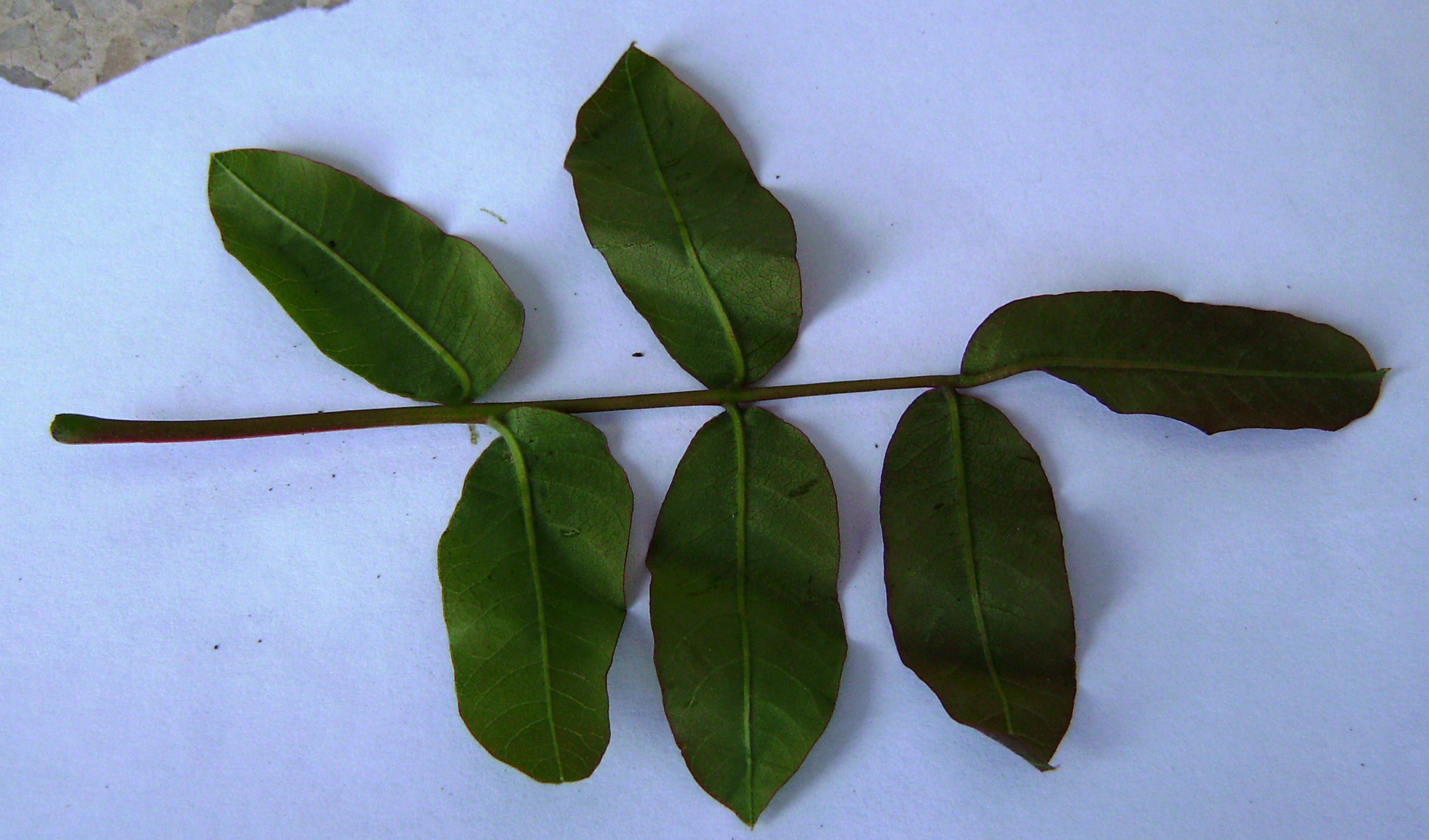
Revers de les fulles d'un exemplar recollit a la Comarca de La Noguera

El terebint, llampuga, llampuga pudent (pudent en rossellonès), arbre de trementina o del pi, garrofer bord, noguerola o noguereta (Pistacia terebinthus) és un arbust de fulla caduca del gènere Pistacia, nativa del Mediterrani. Es pot trobar des de Marroc i Portugal fins a Turquia i Síria, i també a les Illes Canàries. Als Països Catalans, habitualment és present en alzinars poc densos i garrigues.
És un arbre dioic amb peus mascles separats dels peus femelles. Les seves fulles, d'uns 10 cm o més de llargada, són alternades, compostes de 5 a 11 folíols, imparipinnades, i brillants per la part de l'anvers. Les flors van del color porpra al verd. El fruit és de la mida d'un pèsol. Tota la planta té una aroma intensa. Desenvolupen agalles en forma de banya de cabra per la picadura d'alguns insectes. Es pot hibridar de manera natural amb el llentiscle (Pistacia lentiscus). A la conca del Mediterrani oriental l'espècie similar, Pistacia palaestina, també rep el nom de terebint.
És emprat com a font de trementina, possiblement la més antiga coneguda. La trementina del terebint és ara anomenada Chian, Scio o Trementina de Xipre. Els fruits són usats a Xipre per fer un pa especial. La planta és rica en tanins i altres substàncies resinoses i fou usada per les seves propietats aromàtiques i medicinals a l'antiga Grècia.